# Катиф
Катиф (арап. القطيف‎ Al-Qaṭīf) је град у Саудијској Арабији.

## Географија
Град се налази у Источној покрајини Саудијске Арабије на обали Персијског заливаа, најбогатија регије нафтом на свету. Протеже се од Рас Танура и Јубаила на северу до Дамама на југу те Перзијског заљева на истоку и Аеродрома Краља Фахда на западу.

## Историја
Катиф је један од најстаријих насеља у источном делу Арапског полуосрева, његова историја сеже уназад 3500 прије Христа. Некада је био окупљалиште трговаца, сељака и рибари, међутим у последњих неколико година након оснивања индустријског града Џубаила открића нафте већина становника ради у нафтној индустрија, јавним службама, образовању и здравственом сектору.

## Становништво
Регија Катифа има највећу концентрацију шиитских муслимана у Саудијској Арабији, мање од 3% су сунитски муслимани према подацима из 2005, Влада Саудијске Арабије ограничила је прославу дана Ашуре у јавности.
Према подацима из 2009. године, укупан број становника је 474.573.